# Дружить по-русски!
«Дружить по-русски!» (фр. Inséparables; дословно — «Неразлучны») — французский комедийный фильм режиссёра Варанта Суджяна. Во Франции фильм вышел 4 сентября 2019 года, в России — 6 августа 2020 года.

## Сюжет
Молодой Мика попадает в суд за мошенничество, когда он покинул суд, его встретили сообщники потерпевшего. Он немедленно возвращается в зал суда и кусает судью за руку, чтобы его бросили в тюрьму, где он будет в безопасности. Попав в тюрьму, он делит камеру с человеком по тюремной кличке Путин, любителем оружия и специалистом по советскому и российскому оружию. Мика соблазняет этого Путина своим знанием оружия, и два сокамерника становятся друзьями. Рэкетируемый другими заключенными, Мика находится под защитой Путина, которого боятся заключенные, потому что он считается безумным и неконтролируемым. Мика занимает у Путина деньги, при этом предлагает совместный бизнес, когда тот выйдет на свободу и сам выходит из тюрьмы довольно быстро.
Три года спустя, когда Мика сделал карьеру в большой компании на Лазурном берегу, в его жизни снова появляется Путин, а Мика, ставший финансовым директором, собирается жениться на дочери своего босса. Прошлое всплывет на поверхность, и Мика, сменивший имя, боится потерять всё. Он тщетно пытается избавиться от этого слишком эффектного и экстравагантного партнера, но Путин упрямый, поддерживает идею начать бизнес со своим другом. Он планирует покупать российские вертолёты и использовать их для путешествующих туристов. Мика пытается дать ему понять, что это невозможно, но Путин твердо поддерживает свой проект. Погрязнув в своем прошлом, Мика будет нуждаться в Путине, чтобы вытащить его из его положения, и в конечном итоге они станут неразлучными.

## В ролях
| Актёр             | Роль                    |
| ----------------- | ----------------------- |
| Ахмед Силла       | Мика                    |
| Альбан Иванов     | Паскаль Фремонт «Путин» |
| Жюдит Эль Зейн    | Шарлотта Бомонт         |
| Орнелла Флёри     | Элиза Бомонт            |
| Кристиан Бюжо     | Анри Бомонт             |
| Амир Эль Касем    | Карим                   |
| Давид Салль       | Санти                   |
| Жан-Филипп Риччи  | Серж Феррони            |
| Пьер-Мари Москони | Марко Феррони           |
| Лоранс Яэль       | Сара                    |
| Мари Берто        | Судья                   |

## Критика
Антон Фомочкин из «Киноафиши» высоко оценил игру главных актёров, написав в своей рецензии: «Фильму стоит дать шанс всецело за счет обаяния центрального актёрского дуэта Ахмеда Силла и Альбана Иванова. Они главная движущая сила „Дружить по-русски!“ — комедии не выдающейся, но обаятельной».